# 호리 나오카게
호리 나오카게(일본어: 堀直景, 1604년 ~ 1675년 3월 14일)는 에도 시대 전기의 하타모토, 다이묘이다. 가즈사 가리야 번 초대 번주를 지냈다. 나오유키계 호리가(直之系堀家) 시조. 에도 정봉행, 사사봉행을 맡고 있고 동시에 9천 5백석 영지를 소유한 호리 나오유키의 장남으로 태어났다.
|  | 제1대 가즈사 가리야 번 번주 (호리가) 1642년 ~ 1668년 | 후임 호리 나오요시 |